# قلعه زندلیج
قلعه زندلیج، روستایی در دهستان بغراطی بخش بغراطی شهرستان رزن در استان همدان ایران است.

## جمعیت
بر پایه سرشماری عمومی نفوس و مسکن در سال ۱۳۹۵، جمعیت این روستا برابر با ۳۴۰ نفر (۹۶ خانوار) بوده‌است.